# Maiwa
Maiwa (kinesiska: 麦洼, 麦洼乡) är en socken i Kina. Den ligger i provinsen Sichuan, i den sydvästra delen av landet, omkring 370 kilometer sydväst om provinshuvudstaden Chengdu.
Genomsnittlig årsnederbörd är 944 millimeter. Den regnigaste månaden är juli, med i genomsnitt 222 mm nederbörd, och den torraste är november, med 2 mm nederbörd.